# Manuel José Vieira
Manuel José Azevedo Vieira (* 4. Februar 1981 in Vila Nova de Gaia, Portugal) ist ein portugiesischer ehemaliger Fußballspieler, der hauptsächlich als rechter Verteidiger eingesetzt wurde.

## Karriere

### Verein
Manuel José startete 2000 seine Karriere beim FC Porto und wurde 2001 für ein halbes Jahr an  União Lamas verliehen. Danach kehrte er wieder zum FC Porto zurück. Im Januar 2003 wechselte er zu Académica Coimbra. Jedoch blieb er dort wieder nur ein halbes Jahr und wechselte zu Vitória Guimarães. Von Januar 2004 bis Juni 2005 spielte er bei Vitória Setúbal, danach unterzeichnete er einen Vertrag bei Boavista Porto. 2006 wechselte den Verein und kam zu CFR Cluj. Am 6. Februar 2009 wurde bekannt, dass er seinen Vertrag aufgelöst hat. Er bestritt am 1. Dezember 2008 sein letztes Spiel für Cluj. Seine Mannschaft gewann 2:1 gegen Gaz Metan Mediaș.
Anfang 2009 kehrte Manuel José nach Portugal zurück und unterschrieb bei Erstligist FC Paços de Ferreira. Er etablierte sich als Stammspieler und konnte sich mit seiner Mannschaft meist im Mittelfeld der Primeira Liga platzieren. Die Spielzeit 2012/13 beendete er mit seinem Verein auf dem dritten Tabellenplatz, was die Teilnahme an der Qualifikation zur Champions League bedeutete. Dort erzielte er zwar einen Treffer gegen Zenit Sankt Petersburg, konnte den Abstieg in die Europa League jedoch nicht verhindern. Dort schied er mit seinem Team in der Gruppenphase aus. Die nachfolgende Saison schloss er mit seinem Team nur auf dem vorletzten Platz ab und sicherte sich in der Relegation den Klassenverbleib. In der Spielzeit 2015/16 kam er nur noch selten zum Einsatz. Im Sommer 2016 verließ er den Klub nach sieben Jahren und wechselte zu Leixões SC in die Segunda Liga. Seit Anfang 2017 spielt er für Gondomar SC.

## Erfolge/Titel
- Rumänischer Meister (1): 2007/08
- Rumänischer Pokalsieger (1): 2007/08